# PIPOX
PIPOX (англ. Pipecolic acid and sarcosine oxidase) – білок, який кодується однойменним геном, розташованим у людей на довгому плечі 17-ї хромосоми. Довжина поліпептидного ланцюга білка становить 390 амінокислот, а молекулярна маса — 44 066.
| 10         |  | 20         |  | 30         |  | 40         |  | 50         |
| ---------- |  | ---------- |  | ---------- |  | ---------- |  | ---------- |
| MAAQKDLWDA |  | IVIGAGIQGC |  | FTAYHLAKHR |  | KRILLLEQFF |  | LPHSRGSSHG |
| QSRIIRKAYL |  | EDFYTRMMHE |  | CYQIWAQLEH |  | EAGTQLHRQT |  | GLLLLGMKEN |
| QELKTIQANL |  | SRQRVEHQCL |  | SSEELKQRFP |  | NIRLPRGEVG |  | LLDNSGGVIY |
| AYKALRALQD |  | AIRQLGGIVR |  | DGEKVVEINP |  | GLLVTVKTTS |  | RSYQAKSLVI |
| TAGPWTNQLL |  | RPLGIEMPLQ |  | TLRINVCYWR |  | EMVPGSYGVS |  | QAFPCFLWLG |
| LCPHHIYGLP |  | TGEYPGLMKV |  | SYHHGNHADP |  | EERDCPTART |  | DIGDVQILSS |
| FVRDHLPDLK |  | PEPAVIESCM |  | YTNTPDEQFI |  | LDRHPKYDNI |  | VIGAGFSGHG |
| FKLAPVVGKI |  | LYELSMKLTP |  | SYDLAPFRIS |  | RFPSLGKAHL |  |            |

A: Аланін

C: Цистеїн

D: Аспарагінова кислота

E: Глутамінова кислота

F: Фенілаланін

G: Гліцин

H: Гістидин

I: Ізолейцин

K: Лізин

L: Лейцин

M: Метіонін

N: Аспарагін

P: Пролін

Q: Глутамін

R: Аргінін

S: Серин

T: Треонін

V: Валін

W: Триптофан

Кодований геном білок за функцією належить до оксидоредуктаз. 
Задіяний у такому біологічному процесі, як ацетилювання. 
Білок має сайт для зв'язування з ФАД, флавопротеїном. 
Локалізований у пероксисомах.